# 화진해수욕장

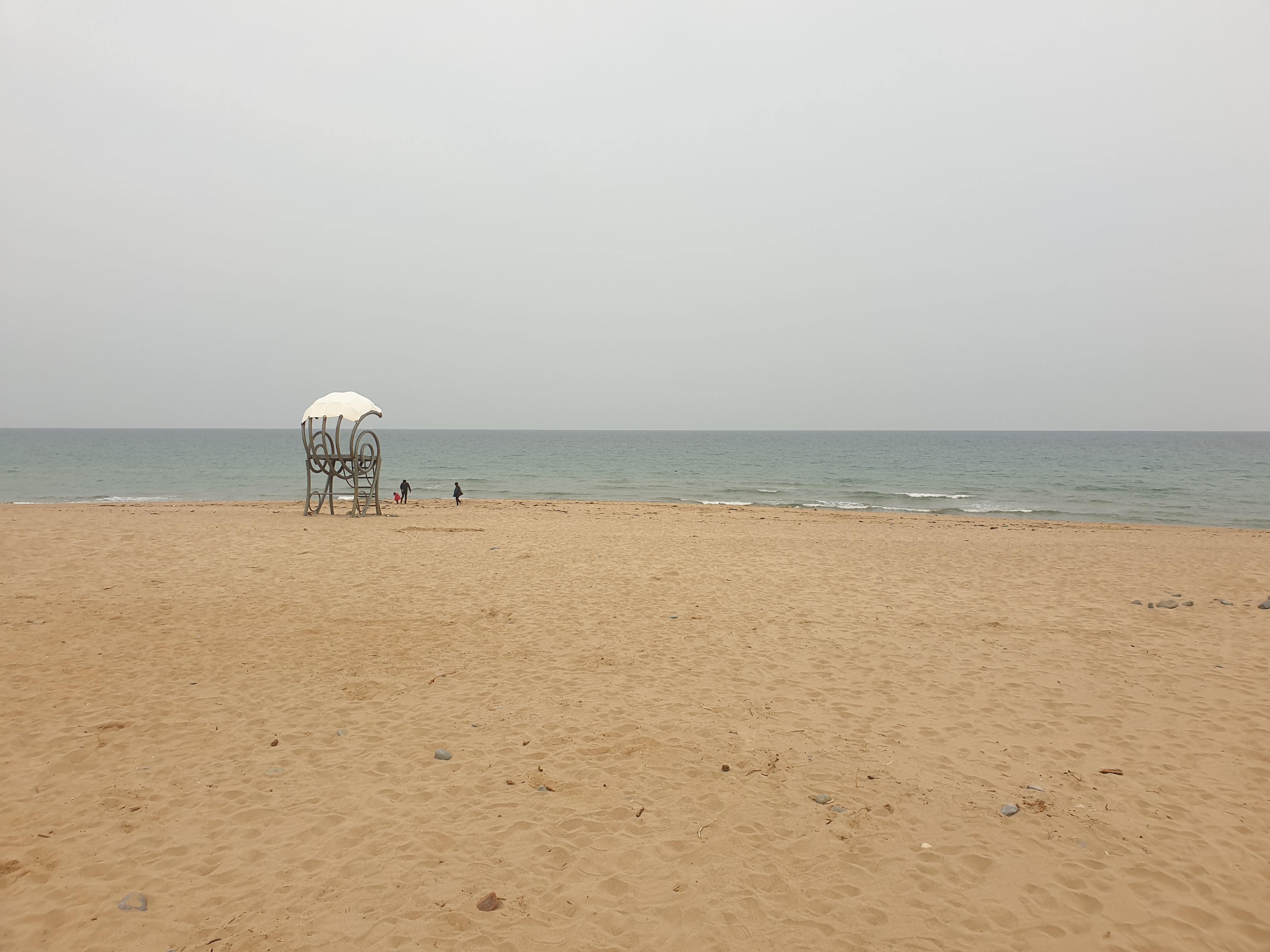
화진해수욕장

화진해수욕장(華津海水浴場)은 경상북도 포항시 북구 송라면 화진리에 위치한 백사장의 길이가 400m, 폭 100m에 달하는 해수욕장이다. 시설 관리자는 포항시장, 포항북구청장이다.
1982년 6월부터 육군 제50보병사단이 해수욕장 11만4870㎡를 사격훈련장 등 군사시설로 사용해 왔다. 2020년 8월에 군 시설 담장이 해체됐고, 2021년 4월 군 시설물 일부가 철거됐다.

## 참고 자료
- 화진해수욕장 - 기상청 일기예보